# Trentsee (Plön)
Der Trentsee ist ein See im Kreis Plön im deutschen Bundesland Schleswig-Holstein in der
Stadt Plön. Er ist ca. 8 ha groß und bis zu 6,3 m tief.